# 迪安特·拉马伊
迪安特·拉马伊（德語：Diant Ramaj，2001年9月19日—）是一名德國足球運動員，司職門將，現時效力德甲球隊海登海姆 (多蒙特外借)。他雖然生於德國，但父母是科索沃阿尔巴尼亚族。

## 球會生涯

### 早年
拉马伊在青年時期曾先後在坎施達特、斯图加特和海登海姆學習踢球。2019年4月21日海登海姆對聖保利的德乙賽事，他首次入選大軍名單。三個月後，他從二隊被提升至一隊，成為球會三號守門員。

### 法蘭克福
2021年5月10日，他與德甲球會法兰克福簽約三年加盟。8月8日，他在德国足协杯第一輪比賽對瓦德霍夫曼海姆，他出任替補守門員。2022年1月16日對奥格斯堡的比賽中，他首次代表球會上場，最終以1-1打平。

### 阿贾克斯
2023年8月3日，他轉投荷甲球會阿贾克斯並簽約五年。2023年9月25日，在荷兰足球乙级联赛首次替球會青年軍上場參賽對FC埃因霍温的賽事，以1-1戰平。

## 國家隊生涯
自2018年起，拉马伊便代表德国青年国家足球队參加各項國際比賽，曾入選U18、U19和U20大軍名單，共上場10次。

## 外部連結
- Soccerway資料庫：迪安特·拉马伊